# Пикеринг, Уильям Генри
Уильям Генри Пи́керинг (англ. William Henry Pickering, 15 февраля 1858, Бостон — 17 января 1938, Мэндевилл, Ямайка) — американский астроном и математик, младший брат Эдуарда Пикеринга, сотрудник Персиваля Лоуэлла. Профессор Гарвардского университета. Почётный член Астрономического общества Канады (1893), Американского и Британского астрономических обществ, Астрономического общества Мексики и Американской академии искусств и наук (American Academy of Arts and Sciences). Лауреат Премии имени Лаланда (1906) за исследования Сатурна, а также медали Жансена Французского астрономического общества (1909). Дважды удостоен золотой медали Астрономического общества Мексики, кавалер ордена св. Жуана (Португалия). В честь братьев Пикерингов названы кратер на Луне и кратер на Марсе, а также астероид (784) Пикерингия.

## Жизнь и труды
Происходил из одного из старейших семейств США, обосновавшегося в Салеме с 1636 года. (Дом Пикерингов, до сих пор принадлежащий их семье, был построен в 1655 г., и является одной из главных достопримечательной города.) Потомок героя Войны за независимость США — Тимоти Пикеринга (1745—1829), третьего госсекретаря США. Окончил Массачусетский технологический институт (1879), где до 1883 года преподавал физику, с 1887 года — профессор астрономии Гарвардского университета. Со времён обучения поддерживал дружеские отношения с Персивалем Лоуэллом, с которым были соседями в Бостоне.
Первые научные труды посвящены исследованиям переменных звёзд. В 1891 году предложил перенести наблюдения в Южное полушарие, основав вместе с братом высокогорную наблюдательную станцию в Арекипе. В 1891—1894 годах занимался звёздной спектроскопией, а также планетным наблюдениями, заявив, в частности, что в 1892 году открыл более 40 открытых водоёмов на Марсе. В 1894 году из-за конфликта с руководством (собственным братом), был вынужден покинуть университет, и поступил в только что основанную Обсерваторию Лоуэлла во Флагстаффе, Аризона. Ассистент Пикеринга — Э. Дуглас занимался астроклиматическими исследованиями и поиском места для установки телескопа. Пикеринг занимался исследованиями планеты Марс на территории Мексики, пока не была готова обсерватория во Флагстаффе. Материалы этих наблюдений были опубликованы Лоуэллом в 1895 году в книге Mars. Пикеринг заявил, что наблюдал обширные водоёмы в северном полушарии планеты и открыл три канала.
В 1890-х годах расстался с Лоуэллом из-за личных разногласий, занявшись вопросами астрономической фотографии. Изучая фотопластинки 1898 году, сделанные в Арекипской обсерватории, 17 марта 1899 года открыл девятый спутник Сатурна — Фебу. Он пытался продолжать поиск неизвестных спутников планет, в 1905 году заявил, что открыл Фемиду — десятый спутник Сатурна, но это открытие не было подтверждено астрономами (действительным десятым спутником является Янус, открытый в 1966 году)
В 1899 году первым предложил метод вращающегося зеркала для измерения скорости метеоров; этот метод нашёл широкое применение. Впервые удачно объяснил изменения спектров новых звёзд расширением окружающих их газовых оболочек. В 1910 году выполнил обширное статистическое исследование большинства известных кометных орбит.
В 1900 году основал филиал Гарвардской обсерватории на Ямайке, оснащённой 12-дюймовым телескопом, специально предназначенным для исследований Луны. Занялся вопросами космологии, в 1907 году поддержав теорию английского астронома сэра Джорджа Говарда Дарвина (1845—1912, сына создателя эволюционной теории), о том, что Луна образовалась в результате центробежного отделения вещества земной коры и мантии. Результатом этого стало образование котловин Тихого океана. Одновременно предположил, что результатом возникновения Луны стал дрейф континентов (то есть предложил эту теорию задолго до А. Вегенера). Полагал, что изначально земные континенты образовывали единый массив, расколовшийся после появления Луны.
Результатом исследований Луны стал подробный фотографический атлас спутника Земли, опубликованный в 1903 году (The Moon : A Summary of the Existing Knowledge of our Satellite — New York: Doubleday, Page & Company, 1903.) Атлас содержал 80 фотографий Луны диаметром до 37 см.
Не прекращал Пикеринг и исследований Марса, в 1914—1930 годах опубликовав ряд статей, посвящённых наблюдениям этой планеты. Именно Пикеринг окончательно доказал, что «моря» на Марсе (тёмные области на диске планеты) не являются морями в земном смысле этого слова.
Пикеринг занимался поисками других, кроме Луны, естественных спутников Земли. Он вычислил, что спутник, обращающийся на расстоянии 320 км от земной поверхности, имеющий диаметр 30 см и такую же отражающую способность, как и Луна, должен быть виден в 3-дюймовый телескоп, а спутник диаметром 3 м будет виден невооружённым глазом. Пикеринг не занимался систематическими поисками дополнительных спутников Земли, хотя с 1888 года его интересовал поиск спутника Луны. Не обнаружив таких спутников, он заключил, что если они и существуют, то должны быть диаметром менее 3 метров. Также в 1923 году он опубликовал статью «Метеоритный спутник» (англ. A Meteoritic Satellite) в журнале Popular Astronomy, фактически содержавшую обращённый к астрономам-любителям призыв к поиску маленьких естественных спутников.
Пикеринг был сторонником паранаучной теории о существовании на Луне органической жизни. После многолетних исследований кратера Эратосфен, в 1924 году заявил, что наблюдал в течение каждого лунного дня регулярные изменения структуры поверхности кратера, которые объяснял наличием растительности или миграциями мелких форм жизни. (В атласе 1903 года он связывал эти изменения с накоплением льда или инея.) Эти взгляды окончательно подорвали репутацию Пикеринга как профессионального астронома.
С 1919 году занялся поисками девятой планеты Солнечной системы, основываясь на возмущениях орбит Урана и Нептуна. Он пользовался результатами наблюдений, выполненных на обсерватории Маунт-Вилсон, но планеты так и не обнаружил. (В 1930 году выяснилось, что слабое изображение Плутона на фотографиях 1918 году было закрыто воздушным пузырьком в фотоэмульсии.) После открытия Плутона Клайдом Томбо и наименования планеты, заявил, что астрономический символ () содержит в зашифрованном виде фразу «Лоуэлл-Пикеринг».
В 1911 году возглавил обсерваторию на Ямайке. В 1925 году подал в отставку, оставшись на Ямайке, где жил и работал до самой кончины в возрасте 79 лет. Был женат, имел сына и дочь.

## Список Пикеринга
Пикеринг, будучи известным специалистом по визуальному наблюдению планет, составил своеобразный тест для оценки зрительных способностей наблюдателя, взяв за основу лунные объекты. Смысл теста состоит в том, чтобы разглядеть на Луне невооружённым глазом как можно больше малозаметных деталей. Всего в списке их 12, и каждый следующий объект увидеть труднее, чем предыдущий.
1. Кратер Коперник в Океане Бурь неподалёку от границы с Морем Дождей с его системой светлых лучей — первый объект списка.
2. Море Нектара.
3. Море Влажности.
4. Лучевая система кратера Кеплер.
5. Кратер Гассенди — небольшая возвышенность, отделяющая Море Влажности от Океана Бурь.
6. Горная система Гем, разделяющая Море Ясности и Море Спокойствия.
7. Море Паров, расположенное вблизи от Океана Бурь, Моря Дождей и Моря Ясности.
8. Море Облаков: светлая область, окружающая кратер Любинецкий.
9. Залив Центральный Океана Бурь, расположенный южнее Моря Паров, практически в центре видимого полушария Луны.
10. Тёмная область рядом с кратером Сакробоско. Она находится прямо над одним из светлых лучей, идущих от кратера Тихо, и видна лишь как небольшое, едва заметное потемнение окружающего фона.
11. Падение яркости в середине лунного горного хребта Апеннины, отделяющего Море Дождей от Моря Ясности и Моря Паров.
12. Рифейские Горы, расположенные в южной части Океана Бурь. Сам Пикеринг полагал, что этот объект, по-видимому, находится за пределами возможностей человеческого зрения.

## Примечательные факты
- Уильям Пикеринг в 1908 году сделал резкий выпад против развития авиации (находящейся в зачаточном состоянии). Заявил, что летательные аппараты тяжелее воздуха будут использоваться в первую очередь в военных целях.
- В 1878—1932 годах Пикеринг возглавлял шесть экспедиций для наблюдения полных солнечных затмений, участвовал в организации наблюдательных станций, которые Гарвардская обсерватория создавала в Южной Калифорнии, Перу, Южной Африке, на Ямайке.